# Дмитрюков, Иван Иванович
Иван Иванович Дмитрюков (20 декабря 1871 [1 января 1872], сельцо Алферово — после авг. 1918) — русский политический деятель. Член Государственной думы.

## Биография
Из дворян Курской губернии, сын отставного штабс-капитана Варшавского жандармского округа И. А. Дмитрюкова (1835/1836—1895), внук А. И. Дмитрюкова (1795—1868), курского археолога и педагога. Землевладелец Лихвинского уезда, на 1912 год владел 307 десятинами в Калужской губернии. Окончил Калужскую гимназию в 1891 году и юридический факультет Петербургского университета в 1895 году. Состоял помощником присяжного поверенного при Санкт-Петербургской судебной палате. В 1904—1907 гг. был непременным членом Калужского губернского по крестьянским делам присутствия. Член Калужского Дворянского собрания, Калужского губернского и Лихвинского уездного земских собраний. Депутат Государственной думы 3 и 4 созывов от Калужской губернии, октябрист. В 1912—1917 гг. был секретарем IV Думы. В августе 1915 г. избран Думой в состав Особого совещания по обороне. Член Прогрессивного блока (по некоторым сведениям входил в состав его Бюро).
Во время Февральской революции вошел во Временный комитет Государственной думы. Участвовал в переговорах с великим князем Михаилом Александровичем по вопросу отречения Николая II и возложения регентства на великого князя. В 1917—1918 гг. был одним из лидеров Радикально-демократической партии. Октябрьскую революцию не принял, выехал на юг России.